# Тикина
Тики́на (исп. Estrecho de Tiquina) — пролив в боливийской части озера Титикака, в департаменте Ла-Пас.

## География

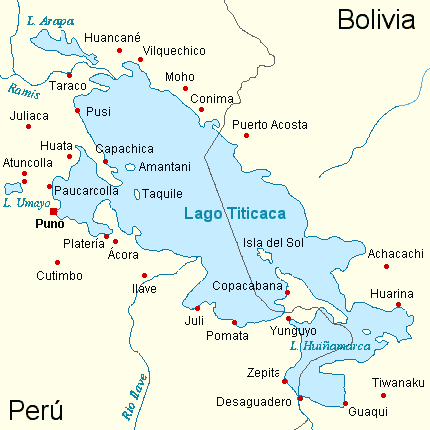
Озеро Титикака. Пролив Тикина — справа внизу.

Пролив Тикина соединяет северную, бо́льшую из двух частей Титикаки (Чукито, исп. Chuquito) с меньшей южной (Виньяймарка, исп. Huiñaymarca), имеет направление с северо-запада на юго-восток, ширину около 800 метров и длину около 4 км.
На северном берегу пролива раскинулся городок Сан-Пабло-де-Тикина, на южном — Сан-Педро-де-Тикина и главный штаб ВМС Боливии.

## Переправа
Через пролив постоянно курсирует пассажирский паром, для переправы используются понтоны. Эта переправа является частью шоссе, соединяющего боливийские города Ла-Пас и Копакабана.
Уже несколько десятилетий местные жители просят перекинуть через пролив мост, чтобы соединить отделённый озером от основной части Боливии полуостров Копакабана с основной частью страны, а также города Сан-Педро-де-Тикина и Сан-Пабло-де-Тикина. Однако постройке моста препятствуют лодочники, которые в случае постройки моста потеряют заработок.